# Grimmia pitardii
Grimmia pitardii là một loài Rêu trong họ Grimmiaceae. Loài này được Corb. mô tả khoa học đầu tiên năm 1909.